# Musawwarat es-Sofra

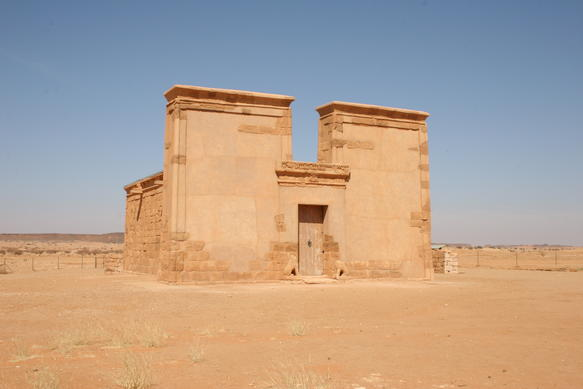
Apedemak temple de Musawwarat es-sufra

Musawwarat es-Sufra (arabe : المصورات الصفراء al-Musawwarāt as-sufrā, méroïtique : Aborepi, égyptien ancien : jbrp, jpbr-ˁnḫ) ou Al-Musawarat Al-Sufra, est un grand complexe de temple méroïtique de l'actuel Soudan, datant du IIIe siècle av. J.-C. Il est situé à 180 km au nord-est de Khartoum, à 20 km au nord de Naqa et à environ 25 km au sud-est du Nil. Il fait partie, comme Naqa, des « sites archéologiques de l’île de Méroé » inscrits au patrimoine mondial en 2011 par l'UNESCO.

## Recherche
Le site a été mentionné par Linant de Bellefonds en 1822, puis peu de temps après par Frédéric Cailliaud. La première description détaillée du site a été faite par Carl Richard Lepsius. Des recherches archéologiques ont été menées par l'expédition Butana de l'Université Humboldt de Berlin sous la direction du Professeur Fritz Hintze. Elles ont repris après un intervalle de quelques décennies et sont en cours.

## Le Grand Enclos

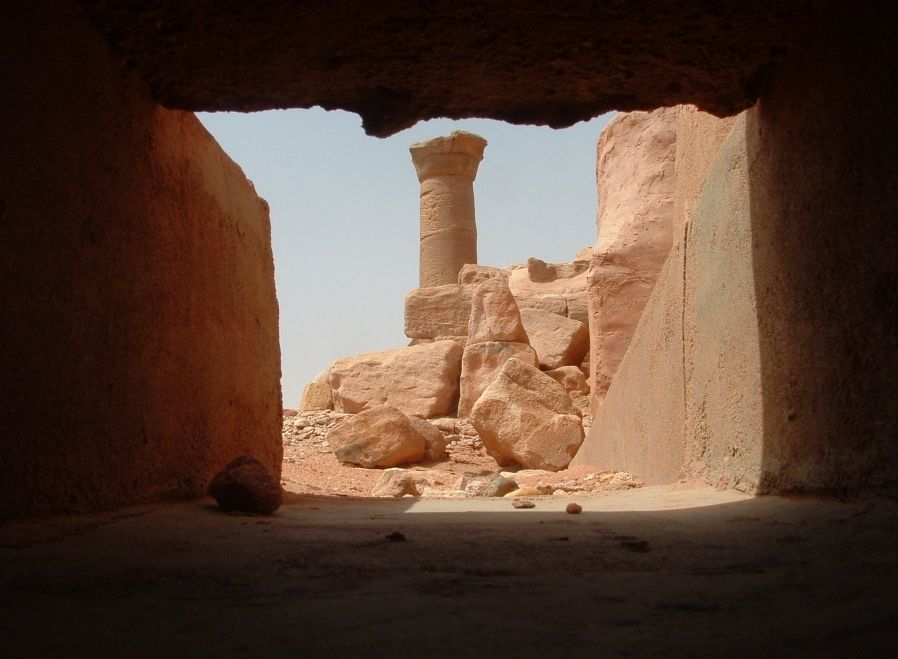
Une entrée du temple de Musawwarat es-sufra

Le Grand Enclos est la structure principale du site. C'est un labyrinthe de bâtiments qui couvre environ 45 000 mètres carrés et qui a été construit en grande partie au IIIe siècle av. J.-C. Selon Hintze, « le plan au sol compliqué de ce vaste complexe de bâtiments est sans parallèle dans l'ensemble de la vallée du Nil ». Le dédale des cours comprend des passages, des murs bas, une vingtaine de colonnes, des rampes d'accès, deux réservoirs (hafir), et peut-être trois temples,.
Il y avait de nombreuses sculptures d'animaux, comme les éléphants. Le schéma du site est à ce jour sans parallèle en Nubie et en Égypte antique. La finalité des bâtiments fait débat, diverses propositions sont envisagées telles qu'un collège, un hôpital ou un camp d'entraînement pour éléphants. Selon l'érudit Basil Davidson, au moins quatre reines kouchites ou kandakes — Amanirenas, Amanishakhéto, Nawidémak et Amanitoré — ont probablement passé une partie de leur vie à Musawwarat es-Sufra.
Les restes du temple d'Apédémak sont à environ 600 mètres du Grand Enclos.

## La littérature
- Basil Davidson Vieux Afrique Redécouvert, Gollancz, 1959
- Peter Shinnie Méroé, 1967